# Azerbejdżan na Letnich Igrzyskach Olimpijskich 2008
Azerbejdżan na Letnich Igrzyskach Olimpijskich 2008 reprezentowało 39 sportowców w 10 dyscyplinach.
Był to czwarty start reprezentacji Azerbejdżanu na letnich igrzyskach olimpijskich. 7 zdobytych medali było najlepszym wynikiem w historii występów Azerbejdżanu na letnich igrzyskach olimpijskich. 

## Zdobyte medale
| Medal  | Zawodnik         | Dyscyplina sportowa | Konkurencja                       |
| ------ | ---------------- | ------------------- | --------------------------------- |
| Złoto  | Elnur Məmmədli   | Judo                | do 73 kg mężczyzn                 |
| Srebro | Rövşən Bayramov  | Zapasy              | styl klasyczny do 55 kg mężczyzn  |
| Srebro | Vitali Rəhimov   | Zapasy              | styl klasyczny do 60 kg mężczyzn  |
| Brąz   | Mövlud Mirəliyev | Judo                | do 100 kg mężczyzn                |
| Brąz   | Mariya Stadnik   | Zapasy              | styl wolny do 48 kg kobiet        |
| Brąz   | Xetaq Qazyumov   | Zapasy              | styl wolny do 96 kg mężczyzn      |
| Brąz   | Şahin İmranov    | Boks                | waga piórkowa (do 57 kg) mężczyzn |